# 飛行人影
飛行人影（英語：Flying humanoid），一種尤其在墨西哥大量目擊的神秘生物或不明飛行物。

## 概要
多半呈現類似人形的外表，但也有類似小灰人等異形的形狀；顏色以黑色或焦茶色居多，不過亦有白色的個體報告。
整體大小約3公尺，但是因為是飄浮在空中；無法精準的測量其實際大小，有時候還會有類似斗篷或長袍的東西穿著在其身上。

## 目擊
- 2004年1月16日，墨西哥蒙特雷一名刑警在巡邏中看見一個像穿著黑色禮服、有著巨大黑色眼睛但沒有瞳孔的女性人形物體自樹上緩緩下降並逐漸靠近該刑警的巡邏車；刑警立刻迴轉並通過無線電請求協助，並在人形物體以高速飛來撞上車子的擋風玻璃後失去意識。[1]